# Phỏng đoán Trung Quốc
Trong lý thuyết số, phỏng đoán Trung Quốc là một phỏng đoán đã bị bác bỏ với phát biểu rằng số tự nhiên n là số nguyên tố khi và chỉ khi nó thỏa mãn điều kiện 2n−2 chia hết cho n. Nói cách khác, số tự nhiên n là số nguyên tố khi và chỉ khi {\displaystyle 2^{n}\equiv 2{\pmod {n}}\,}. Đúng là nếu n là nguyên tố thì {\displaystyle 2^{n}\equiv 2{\pmod {n}}\,} (đây là một trường hợp riêng của định lý nhỏ Fermat). Tuy nhiên điều ngược lại (nếu {\displaystyle \,2^{n}\equiv 2{\pmod {n}}} thì n là số nguyên tố) là sai, bởi vậy tổng quát thì giả thuyết này là sai. Người ta đã tìm được n nhỏ nhất để bác bỏ giả thuyết trên là n = 341 = 11×31. Hợp số n thỏa mãn 2n−2 chia hết cho n được gọi là số giả nguyên tố, là một lớp riêng của số giả nguyên tố Fermat.

## Lịch sử
Giả thiết Trung Quốc từng (và còn đôi khi) được cho là của các học giả Trung Quốc cổ, nhưng nó thực sự bắt nguồn vào giữa thế kỷ 19 từ công trình của nhà toán học nhà Thanh Lý Thiến Lan (1811-1882). 
Lý Thiến Lan sau đó nhận ra tuyên bố của mình là sai và loại nó khỏi tác phẩm kế tiếp nhưng điều đó không đủ để ngăn chặn khẳng định sai xuất hiện đâu đó dưới tên ông.
Một bản dịch sai in năm 1898 của Jean tuyên bố phỏng đoán có từ thời Khổng tử và tạo niềm tin rằng giả thiết có từ thời cổ đại.